# Robert I. (Burgund)
Robert I., genannt der Alte (* 1011; † 21. März 1076 in Fleurey-sur-Ouche), war ab 1032 Herzog von Burgund und von 1040 bis 1060 Graf von Auxerre. Er war der Sohn des Königs Robert II. von Frankreich und der Konstanze von Arles (* um 986; † 1032), einer Tochter von Wilhelm I., Graf von Arles.

## Leben
Robert galt als Lieblingssohn seiner Mutter, die ihn deshalb nach dem Tod des Vaters 1031 als Nachfolger auf dem Thron favorisierte. In dem daraus resultierenden Machtkampf gegen den älteren Bruder Heinrich verbündeten sie sich mit dem Grafen Odo II. von Blois. Robert unterlag 1032; als Ausgleich erhielt Robert von Heinrich die Herrschaft über das Herzogtum Burgund.
Robert galt als gewalttätiger Regent, der Fehden gegen Nachbarn und religiöse Einrichtungen führte. Angeblich ließ er seinen ersten Schwiegervater ermorden. Gegen den Schwager Rainald von Nevers kämpfte er um die Herrschaft über Auxerre, das er 1040 eroberte, 1060 wieder an den Grafen von Nevers abtreten musste.
Er war in erster Ehe verheiratet mit Helie von Semur († nach 1055), Tochter des Herren Damas I. von Semur-en-Brionnais. Ihre Kinder waren:
- Heinrich (* um 1035, † um 1070), der drei Söhne hatte:
  - Hugo I., der dem Großvater Robert I. als Herzog von Burgund folgte,
  - Odo I., der dem Bruder als Herzog von Burgund folgte, und
  - Heinrich (1069–1112), der durch Heirat mit Teresa, Infantin von León und Kastilien, die Grafschaft Portugal erhielt und zum Stammvater der ersten Dynastie Portugals, des Hauses Burgund, wurde.
- Konstanze († 1093), ⚭ Graf Hugo II. von Chalon, ⚭ König Alfons VI. von León
- Robert († um 1113 durch Vergiftung), verheiratet mit Sibylle von Sizilien, Regent von Sizilien

Seine zweite Frau war Ermengarde von Anjou († 1076), eine Tochter des Grafen Fulko III. Nerra von Anjou und Witwe des Grafen Gottfried II. Ferréol von Gâtinais. Sie hatten eine Tochter:
- Hildegard, ⚭ Herzog Wilhelm VIII. von Aquitanien